# Lista golgheterilor Ligii Campionilor

## Lista golgheterilor după sezon
| Sezon     | Jucător               | Naționalitate        | Club                     | Goluri |
| --------- | --------------------- | -------------------- | ------------------------ | ------ |
| 1955-1956 | Miloš Milutinović     | Iugoslavia           | Partizan                 | 8      |
| 1956-1957 | Dennis Viollet        | Anglia               | Manchester United        | 9      |
| 1957-1958 | Alfredo Di Stéfano    | Argentina            | Real Madrid              | 10     |
| 1958-1959 | Just Fontaine         | Franța               | Stade Reims              | 10     |
| 1959-1960 | Ferenc Puskás         | Ungaria              | Real Madrid              | 12     |
| 1960-1961 | José Águas            | Portugalia           | Benfica                  | 11     |
| 1961-1962 | Alfredo Di Stéfano    | Argentina            | Real Madrid              | 7      |
| 1961-1962 | Bent Løfqvist         | Danemarca            | B 1913                   | 7      |
| 1961-1962 | Ferenc Puskás         | Ungaria              | Real Madrid              | 7      |
| 1961-1962 | Heinz Strehl          | Germania de Vest     | Nürnberg                 | 7      |
| 1961-1962 | Justo Tejada          | Spania               | Real Madrid              | 7      |
| 1962-1963 | José Altafini         | Italia               | Milan                    | 14     |
| 1963-1964 | Vladica Kovačević     | Iugoslavia           | Partizan                 | 7      |
| 1963-1964 | Sandro Mazzola        | Italia               | Internazionale           | 7      |
| 1963-1964 | Ferenc Puskás         | Ungaria              | Real Madrid              | 7      |
| 1964-1965 | Eusébio               | Portugalia           | Benfica                  | 9      |
| 1964-1965 | José Augusto Torres   | Portugalia           | Benfica                  | 9      |
| 1965-1966 | Flórián Albert        | Ungaria              | Ferencváros              | 7      |
| 1965-1966 | Eusébio               | Portugalia           | Benfica                  | 7      |
| 1966-1967 | Jürgen Piepenburg     | Germania de Est      | Vorwärts Berlin          | 6      |
| 1966-1967 | Paul Van Himst        | Belgia               | Anderlecht               | 6      |
| 1967-1968 | Eusébio               | Portugalia           | Benfica                  | 6      |
| 1968-1969 | Denis Law             | Scoția               | Manchester United        | 9      |
| 1969-1970 | Mick Jones            | Anglia               | Leeds United             | 8      |
| 1970-1971 | Antonis Antoniadis    | Grecia               | Panathinaikos            | 10     |
| 1971-1972 | Antal Dunai II        | Ungaria              | Újpesti Dosza            | 5      |
| 1971-1972 | Lou Macari            | Scoția               | Celtic                   | 5      |
| 1971-1972 | Silvester Takač       | Iugoslavia           | Standard Liège           | 5      |
| 1972-1973 | Gerd Müller           | Germania de Vest     | Bayern München           | 14     |
| 1973-1974 | Gerd Müller           | Germania de Vest     | Bayern München           | 13     |
| 1974-1975 | Gerd Müller           | Germania de Vest     | Bayern München           | 10     |
| 1974-1975 | Eduard Markarov       | Uniunea Sovietică    | Ararat Yerevan           | 10     |
| 1975-1976 | Jupp Heynckes         | Germania de Vest     | Borussia Mönchengladbach | 7      |
| 1976-1977 | Gerd Müller           | Germania de Vest     | Bayern München           | 15     |
| 1976-1977 | Franco Cucinotta      | Italia               | Zürich                   | 15     |
| 1977-1978 | Allan Simonsen        | Danemarca            | Borussia Mönchengladbach | 5      |
| 1978-1979 | Claudio Sulser        | Elveția              | Grasshopper              | 11     |
| 1979-1980 | Søren Lerby           | Danemarca            | Ajax                     | 10     |
| 1980-1981 | Terry McDermott       | Anglia               | Liverpool                | 6      |
| 1980-1981 | Graeme Souness        | Scoția               | Liverpool                | 6      |
| 1980-1981 | Karl-Heinz Rummenigge | Germania de Vest     | Bayern München           | 6      |
| 1981-1982 | Dieter Hoeneß         | Germania de Vest     | Bayern München           | 12     |
| 1982-1983 | Paolo Rossi           | Italia               | Juventus                 | 6      |
| 1983-1984 | Viktor Sokol          | Uniunea Sovietică    | Dinamo Minsk             | 6      |
| 1984-1985 | Torbjörn Nilsson      | Suedia               | IFK Göteborg             | 7      |
| 1984-1985 | Michel Platini        | Franța               | Juventus                 | 7      |
| 1985-1986 | Torbjörn Nilsson      | Suedia               | IFK Göteborg             | 7      |
| 1986-1987 | Borislav Cvetković    | Iugoslavia           | Steaua Roșie Belgrad     | 7      |
| 1987-1988 | Gheorghe Hagi         | România              | Steaua București         | 4      |
| 1987-1988 | Jean-Marc Ferreri     | Franța               | Bordeaux                 | 4      |
| 1987-1988 | Rabah Madjer          | Algeria              | Porto                    | 4      |
| 1987-1988 | Ally McCoist          | Scoția               | Rangers                  | 4      |
| 1987-1988 | Petar Novák           | Cehoslovacia         | Sparta Praga             | 4      |
| 1987-1988 | Míchel                | Spania               | Real Madrid              | 4      |
| 1987-1988 | Rui Águas             | Portugalia           | Benfica                  | 4      |
| 1988-1989 | Marco van Basten      | Olanda               | Milan                    | 10     |
| 1989-1990 | Romário               | Brazilia             | PSV                      | 6      |
| 1989-1990 | Jean-Pierre Papin     | Franța               | Marseille                | 6      |
| 1990-1991 | Peter Pacult          | Austria              | Tirol Innsbruck          | 6      |
| 1990-1991 | Jean-Pierre Papin     | Franța               | Marseille                | 6      |
| 1991-1992 | Sergei Yuran          | Ucraina              | Benfica                  | 7      |
| 1991-1992 | Jean-Pierre Papin     | Franța               | Marseille                | 7      |
| 1992-1993 | Romário               | Brazilia             | PSV                      | 7      |
| 1993-1994 | Ronald Koeman         | Olanda               | Barcelona                | 8      |
| 1993-1994 | Wynton Rufer          | Noua Zeelandă        | Werder Bremen            | 8      |
| 1994-1995 | George Weah           | Liberia              | Paris Saint-Germain      | 7      |
| 1995-1996 | Jari Litmanen         | Finlanda             | Ajax                     | 9      |
| 1996-1997 | Milinko Pantić        | Serbia și Muntenegru | Atlético Madrid          | 5      |
| 1997-1998 | Alessandro Del Piero  | Italia               | Juventus                 | 10     |
| 1998-1999 | Andriy Shevchenko     | Ucraina              | Dinamo Kiev              | 8      |
| 1998-1999 | Dwight Yorke          | Trinidad și Tobago   | Manchester United        | 8      |
| 1999-2000 | Mário Jardel          | Brazilia             | Porto                    | 10     |
| 1999-2000 | Rivaldo               | Brazilia             | Barcelona                | 10     |
| 1999-2000 | Raúl                  | Spania               | Real Madrid              | 10     |
| 2000-2001 | Raúl                  | Spania               | Real Madrid              | 7      |
| 2001-2002 | Ruud van Nistelrooy   | Olanda               | Manchester United        | 10     |
| 2002-2003 | Ruud van Nistelrooy   | Olanda               | Manchester United        | 12     |
| 2003-2004 | Fernando Morientes    | Spania               | Monaco                   | 9      |
| 2004-2005 | Ruud van Nistelrooy   | Olanda               | Manchester United        | 8      |
| 2005-2006 | Andriy Shevchenko     | Ucraina              | Milan                    | 9      |
| 2006-2007 | Kaká                  | Brazilia             | Milan                    | 10     |
| 2007-2008 | Cristiano Ronaldo     | Portugalia           | Manchester United        | 8      |
| 2008-2009 | Lionel Messi          | Argentina            | Barcelona                | 9      |
| 2009-2010 | Lionel Messi          | Argentina            | Barcelona                | 8      |
| 2010-2011 | Lionel Messi          | Argentina            | Barcelona                | 12     |
| 2011-2012 | Lionel Messi          | Argentina            | Barcelona                | 14     |
| 2012-2013 | Cristiano Ronaldo     | Portugalia           | Real Madrid              | 12     |
| 2013–14   | Cristiano Ronaldo     | Portugalia           | Real Madrid              | 17     |
| 2014–15   | Neymar                | Brazilia             | Barcelona                | 10     |
| 2014–15   | Cristiano Ronaldo     | Portugalia           | Real Madrid              | 10     |
| 2014–15   | Lionel Messi          | Argentina            | Barcelona                | 10     |
| 2015–16   | Cristiano Ronaldo     | Portugalia           | Real Madrid              | 16     |
| 2016–17   | Cristiano Ronaldo     | Portugalia           | Real Madrid              | 12     |
| 2017–18   | Cristiano Ronaldo     | Portugalia           | Real Madrid              | 15     |
| 2018-19   | Lionel Messi          | Argentina            | Barcelona                | 10     |
| 2019-20   | Robert Lewandowski    | Polonia              | Bayern Munich            | 15     |
| 2020-21   | Erling Haaland        | Norvegia             | Borussia Dortmund        | 10     |
| 2021-22   | Karim Benzema         | Franta               | Real Madrid              | 15     |

## După țară
| Țara                | Titluri | Goluri | Sezoane                                                                                       |
| ------------------- | ------- | ------ | --------------------------------------------------------------------------------------------- |
| Portugalia          | 10      | 93     | 1960–61, 1964–65*, 1964–65*, 1965–66*, 1967–68, 1987–88*, 2007–08, 2012–13, 2013–14, 2014–15* |
| Argentina           | 8       | 80     | 1957–58 1961–62* 2008–09, 2009–10, 2010–11, 2011–12, 2014–15*,2018-19                         |
| Germania            | 8       | 56     | 1961–62*, 1972–73, 1973–74, 1974–75*, 1975–76, 1976–77*, 1980–81*, 1981–82                    |
| Spania              | 7       | 58     | 1961–62*, 1961–62*, 1963–64*, 1987–88*, 1999–2000*, 2000–01, 2003–04                          |
| Franța              | 7       | 55     | 1958–59, 1984–85*, 1987–88*, 1989–90*, 1990–91*, 1991–92*,2021-22                             |
| Brazilia            | 6       | 43     | 1989–90*, 1992–93, 1999–2000*, 1999–2000*, 2006–07, 2014–15*                                  |
| Olanda              | 5       | 48     | 1988–89, 1993–94*, 2001–02, 2002–03, 2004–05                                                  |
| Italia              | 5       | 42     | 1962–63, 1963–64*, 1976–77*, 1982–83, 1997–98                                                 |
| / Iugoslavia/Serbia | 5       | 32     | 1955–56, 1963–64*, 1971–72*, 1986–87, 1996–97*                                                |
| Scoția              | 4       | 24     | 1968–69, 1971–72*, 1980–81*, 1987–88*                                                         |
| Ucraina             | 3       | 24     | 1991–92*, 1998–99*, 2005–06                                                                   |
| Ungaria             | 3       | 24     | 1959–60, 1965–66*, 1971–72*                                                                   |
| Anglia              | 3       | 23     | 1956–57, 1969–70, 1980–81*                                                                    |
| Danemarca           | 3       | 22     | 1961–62*, 1977–78, 1979–80                                                                    |
| Suedia              | 2       | 14     | 1984–85*, 1985–86                                                                             |
| URSS                | 2       | 11     | 1974–75*, 1983–84                                                                             |

- * Doi sau mai mulți jucători au fost la egalitate după numărul de goluri marcate.

## Golgheteri după numărul de titluri
|                     | Jucător           | Titluri | Goluri                       | Sezoane                                                              |
| ------------------- | ----------------- | ------- | ---------------------------- | -------------------------------------------------------------------- |
| 1                   | Cristiano Ronaldo | 7       | 47                           | 2007–08, 2012–13, 2013–14, 2014–15*, 2015-2016, 2016-2017, 2017-2018 |
| 2                   | Lionel Messi      | 6       | 53                           | 2008–09, 2009–10, 2010–11, 2011–12, 2014–15*, 2018-2019,             |
| 3                   | Gerd Müller       | 4       | 29                           | 1972–73, 1973–74, 1974–75*, 1976–77*                                 |
| 4                   |                   |         |                              |                                                                      |
| Ruud van Nistelrooy | 3                 | 30      | 2001–02, 2002–03, 2004–05    |                                                                      |
| Ferenc Puskás       | 3                 | 26      | 1959–60, 1961–62*, 1963–64*  |                                                                      |
| Eusébio             | 3                 | 22      | 1964–65*, 1965–66*, 1967–68  |                                                                      |
| Jean-Pierre Papin   | 3                 | 19      | 1989–90*, 1990–91*, 1991–92* |                                                                      |
| 5                   |                   |         |                              |                                                                      |
| Andrei Șevcenko     | 2                 | 17      | 1998–99*, 2005–06            |                                                                      |
| Alfredo Di Stéfano  | 2                 | 17      | 1957–58, 1961–62*            |                                                                      |
| Raúl                | 2                 | 17      | 1999–00*, 2000–01            |                                                                      |
| Torbjörn Nilsson    | 2                 | 14      | 1984–85*, 1985–86            |                                                                      |
| Romário             | 2                 | 13      | 1989–90*, 1992–93            |                                                                      |

- * Doi sau mai mulți jucători au fost la egalitate după numărul de goluri marcate.

## Vezi și
- Lista celor mai buni marcatori ai Cupei UEFA și ai UEFA Europa League